# Gmina Wieruszów
Die Gmina Wieruszów ist eine Stadt-und-Land-Gemeinde im Powiat Wieruszowski der Woiwodschaft Łódź in Polen. Sitz des Powiats und des Kreises ist die gleichnamige Stadt mit etwa 8550 Einwohnern.

## Geographie

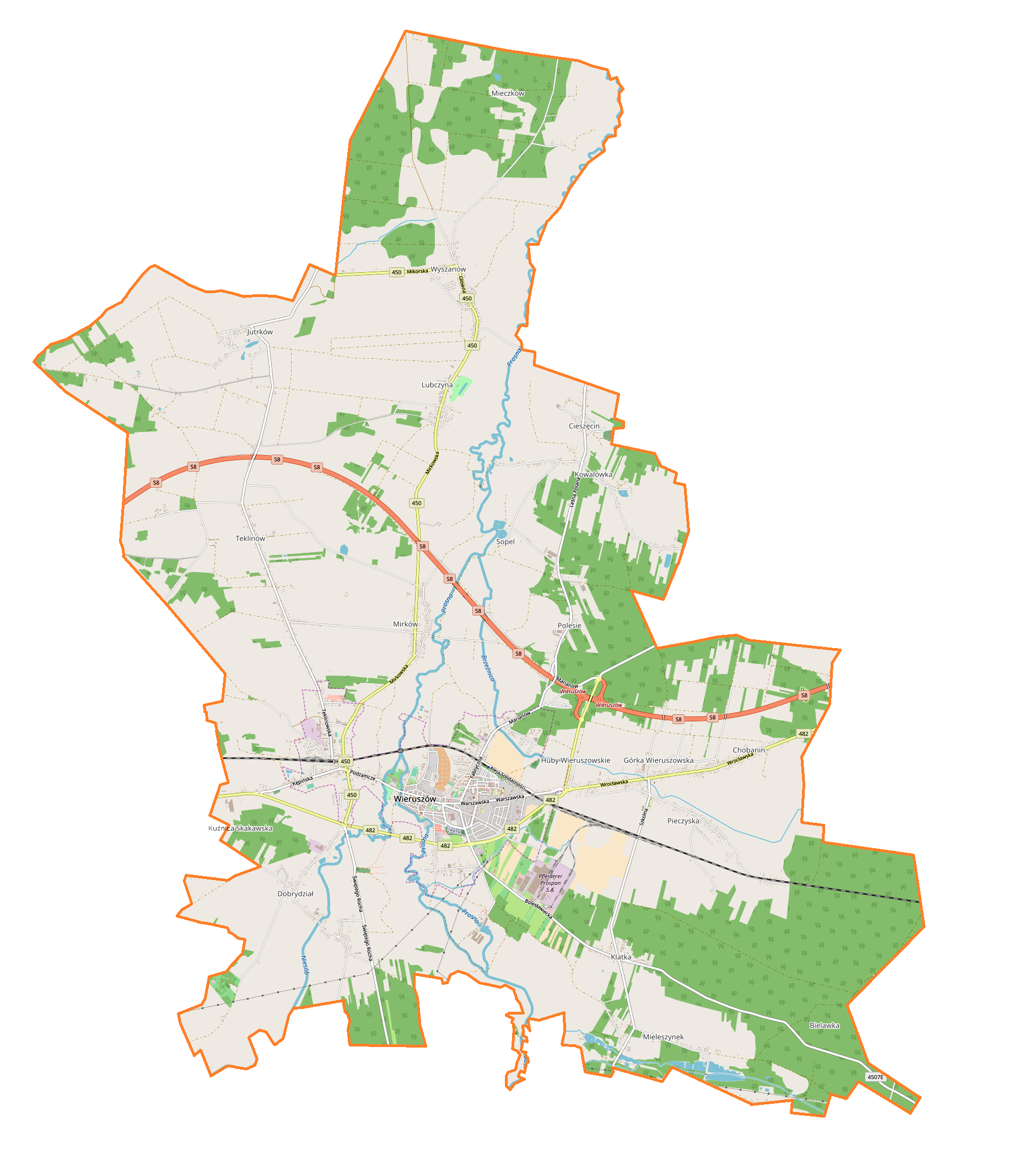
Karte der Gemeinde

Die Gemeinde liegt im Südwesten der Woiwodschaft. Sie grenzt im Südwesten an die Gemeinde Łęka Opatowska, im Westen an die Gemeinden Baranów und Kępno, im Norden an die Gemeinde Doruchów – jeweils in der Woiwodschaft Großpolen; im Osten an die Gemeinden Galewice und Sokolniki sowie im Südosten an die Gemeinde Czastary und im Süden an die Gemeinde Bolesławiec – jeweils in der Woiwodschaft Łódź.
Zu den Fließgewässern gehören die Prosna und ihr Zufluss Brzeźnica, erstere bildet im Nordosten die Grenze der Gemeinde. – Die Gemeinde hat eine Fläche von 97 km², von der 68 Prozent land- und 20 Prozent forstwirtschaftlich genutzt werden.

## Geschichte
Die Landgemeinde wurde 1973 gebildet, ihr Vorgänger war bis 1954 die Gmina Podzamcze. Sie wurde 1990/1991 mit der Stadtgemeinde zur Stadt-und-Land-Gemeinde zusammengelegt. Die jeweiligen Gemeinden gehörten von 1975 bis 1998 zur Woiwodschaft Kalisz, die nur in dieser Zeit bestand. Im Jahr 1999 kam die heutige Gemeinde zur vergrößerten Woiwodschaft Łódź und ihr Hauptort wurde wieder Kreisstadt des Powiats. – Podzamcze (deutsch Podsamtsche, 1906–1920 Wilhelmsbrück) wurde 1973 ein Stadtteil von Wieruszów.
Auf dem späteren Gemeindegebiet war die Prosna von 1815 bis 1918 Grenzfluss zwischen Preußen und Kongresspolen bzw. dem Deutschen und Russischen Kaiserreich. Die westlich gelegenen Orte der Gemeinde kamen 1920 mit dem Kreis Kempen in Posen an das neu gegründete Polen.

## Gliederung
Die Stadt-und-Land-Gemeinde (gmina miejsko-wiejska) Wieruszów mit 14.184 Einwohnern (Stand 31. Dezember 2020) besteht aus der Stadt selbst und 14 Dörfern mit Schulzenämtern (sołectwa). Am 13. August 2019 wurde das neue Schulzenamt Górka Wieruszowska aus dem Schulzenamt Chobanin herausgelöst. Die Schulzenämter sind:
- Chobanin (dt. Schober)[5]
- Cieszęcin (dt. Freudenau)
- Górka Wieruszowska
- Jutrków (dt. Jungbeuren)
- Klatka
- Kowalówka
- Kuźnica Skakawska
- Lubczyna (dt. Liebental)
- Mieleszynek (dt. Mühlenfurt)
- Mirków (dt. Mirche)
- Pieczyska (dt. Petzdorf)
- Polesie
- Teklinów (dt. Tecklingen)
- Wyszanów (dt. Wischnau)

Weitere Ortschaften sind diesen Schulzenämtern zugeordnet. Kleinere Dörfer sind Mieczków und Sopel. Kolonien sind Dobrydział, Grześka, Nawrotów, Podzamcze und Polesie. Weiler und Siedlungen sind Mesznary, Podzamcze, Skakawa, Święty, Roch und Wesoła; hinzu kommen die Waldsiedlungen Mieleszyn, Ochędzyn und Przywory.

## Verkehr
Durch die Gemeinde führt die Schnellstraße S8 von Breslau nach Warschau. Durch ihren Hauptort führen die Woiwodschaftsstraßen DW450 von Kalisz nach Opatów und die DW482 von Kępno nach Łódź.
An der Bahnstrecke Herby–Oleśnica besteht seit 1986 der Haltepunkt Wieruszów Miasto, der Bahnhof selbst wird nicht mehr im Personenverkehr bedient. – Der internationale Flughafen Breslau liegt näher als der Flughafen Łódź.

## Persönlichkeiten

### Ehrenbürger
Zu Ehrenbürgern der Gemeinde wurden ernannt:
- Papst Johannes Paul II. (1920–2005)
- Jerzy Jan Koralewski (1939–2014), Abgeordneter
- Józef Lassota (* 1943), Abgeordneter
- Leszek Sroka (* 1951), Direktor der HM Helvetia Meble
- Henryk Urbański (* 1949 in Wieruszów), Ehrenpräsident der Freiwilligen Feuerwehr, Stadtrat 1998–2014.